# Pavla Charvátová
Pavla Charvátová ( * 17. dubna 1974 Brno) je česká moderátorka a podnikatelka.

## Život
V roce 1998 vystudovala bohemistiku na Filozofické fakultě Univerzity Karlovy. V roce 1997 moderovala pořad SOS na TV Premiéra, o rok později uváděla Snídani s Novou na TV Nova. V letech 1999–2002 pracovala v České televizi, moderovala a editovala pořad Dobré ráno, stala se editorkou ranního zpravodajství na ČT1 a rovněž vytvářela reportáže pro Dobré ráno, Kulturní týdeník, Večerník a Události. V roce 2001 uváděla pořad Kavky. V letech 2003–2007 moderovala Televizní noviny na TV Nova. Nejprve pořad uváděla ve dvojici s Pavlem Zunou a od září 2006 s Pavlem Dumbrovským. Od roku 2008 spolu s manželem Tomášem vlastní[zdroj?] a provozují golfový resort u vodní nádrže Slapy.
V roce 2016 moderovala pořad Andreje Babiše Babišova kavárna.

## Ocenění
- TýTý 2005 – 3. místo v kategorii Osobnost televizního zpravodajství